# Abbazia di San Pietro in Varatella
L'abbazia di San Pietro in Varatella è un edificio religioso cattolico situato nella località di San Pietro nel comune di Toirano, alla sommità del monte Varatella, in provincia di Savona. La chiesa è ubicata in posizione dominante e panoramica.

## Storia e descrizione

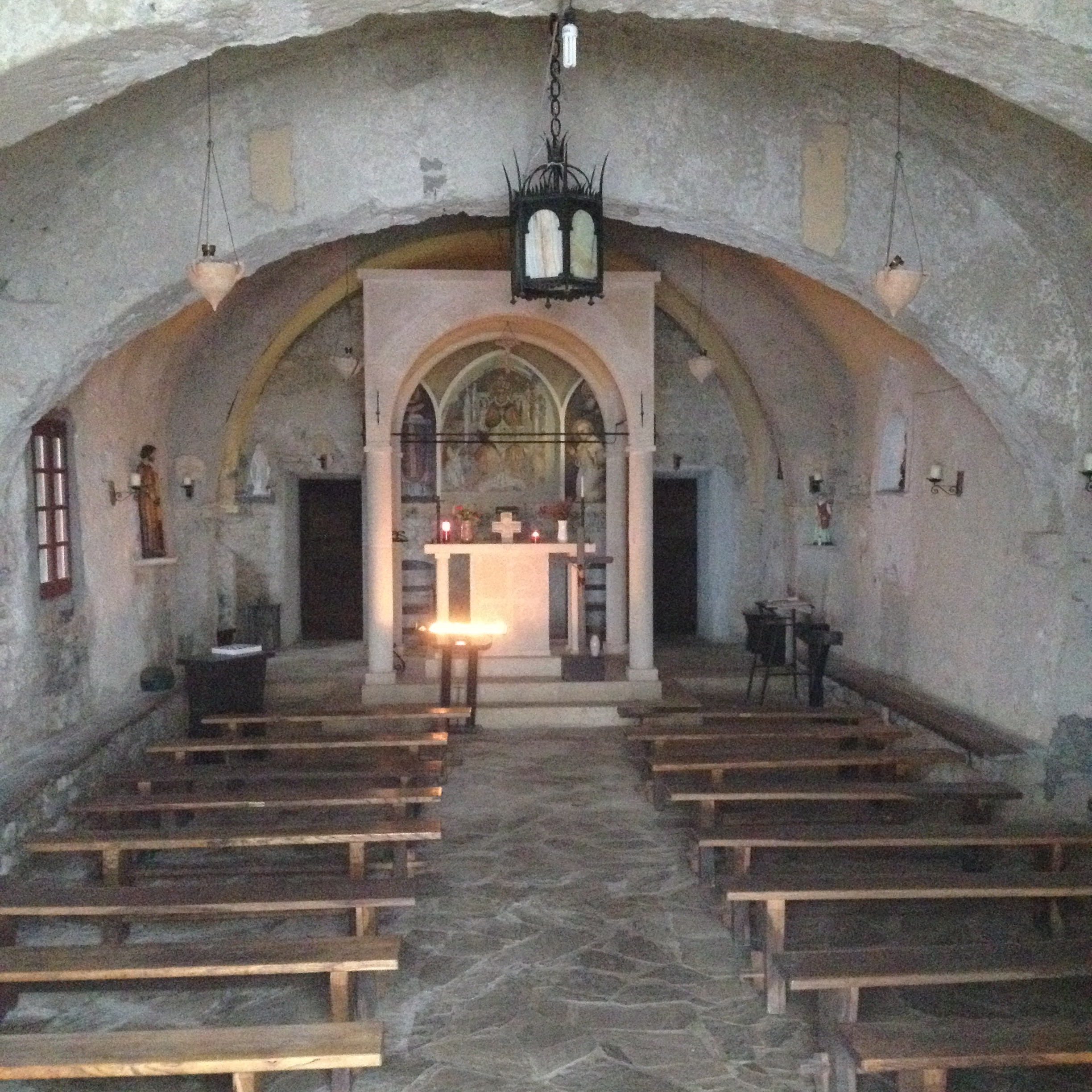
L'interno del santuario

Considerato uno dei luoghi religiosi più antichi e importanti della val Varatella e del savonese, l'abbazia venne fondata in un periodo anteriore all'anno 1000 dall'Ordine dei monaci benedettini; la tradizione popolare, in mancanza di certificati riscontri cartacei, farebbe risalire la fondazione del luogo all'epoca carolingia.
Furono i vari decreti vescovili della curia di Albenga, nel corso dei due secoli successivi, ad accrescere l'importanza religiosa e soprattutto territoriale dell'abbazia benedettina, ordine che vi abitò stabilmente fino al 1313. Il primo documenti che cita ufficialmente la presenza dei monaci che abbiamo a nostra disposizione cita la data del 29 giugno del 1076 quando il vescovo ingauno Diodato concede all'Abbazia un mulino sito in Toirano, l'atto è compiuto con l'assenso di ventidue canonici della cattedrale, di dodici milites Sancti Ioannis alla cui testa c'è Conradus, advocato dell'episcopio. Dal 1313 furono i Certosini, provenienti dalla certosa di Casotto, a risiedere nella medievale struttura dopo un forzato allontanamento dei primi. Il successivo trasferimento (1495) dell'ordine di San Bruno nel nuovo sito dove sorgerà la clausura certosina, ubicato a fondovalle in prossimità di Toirano, provocò un lento ma progressivo abbandono dell'abbazia. Un annuale pellegrinaggio della comunità della vallata, il 1º agosto nella solennità di san Pietro in Vincoli, legò ancora il luogo di culto, posto sulla sommità del monte, a Toirano così come attualmente ogni prima domenica di maggio e con la quinquennale processione.

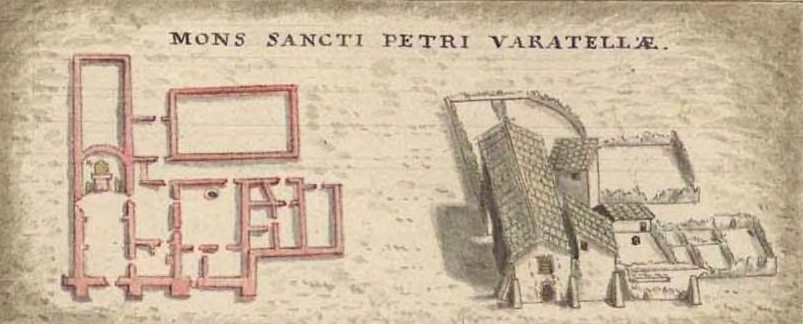
L'abbazia di San Pietro in Varatella nel Atlante dei Domini della Serenissima Repubblica di Genova e Terraferma (1773)

La struttura attuale, notevolmente modificata, è costituita da un fabbricato in pietra abbellito esternamente da una meridiana dipinta negli anni Ottanta sul modello di una preesistente andata perduta. Gli interni dell'abbazia sono divisi in diversi ambienti, alcuni destinati a ospitare i pellegrini e dalla chiesa formata da una navata con volta sostenuta da archi ribassati di epoca romanica. Nella zona del presbiterio si conserva un affresco del XV secolo raffigurante san Pietro in abiti pontificali con l'antistante altare in pietra di Finale consacrato nel 1937.